# Rulman Merswin

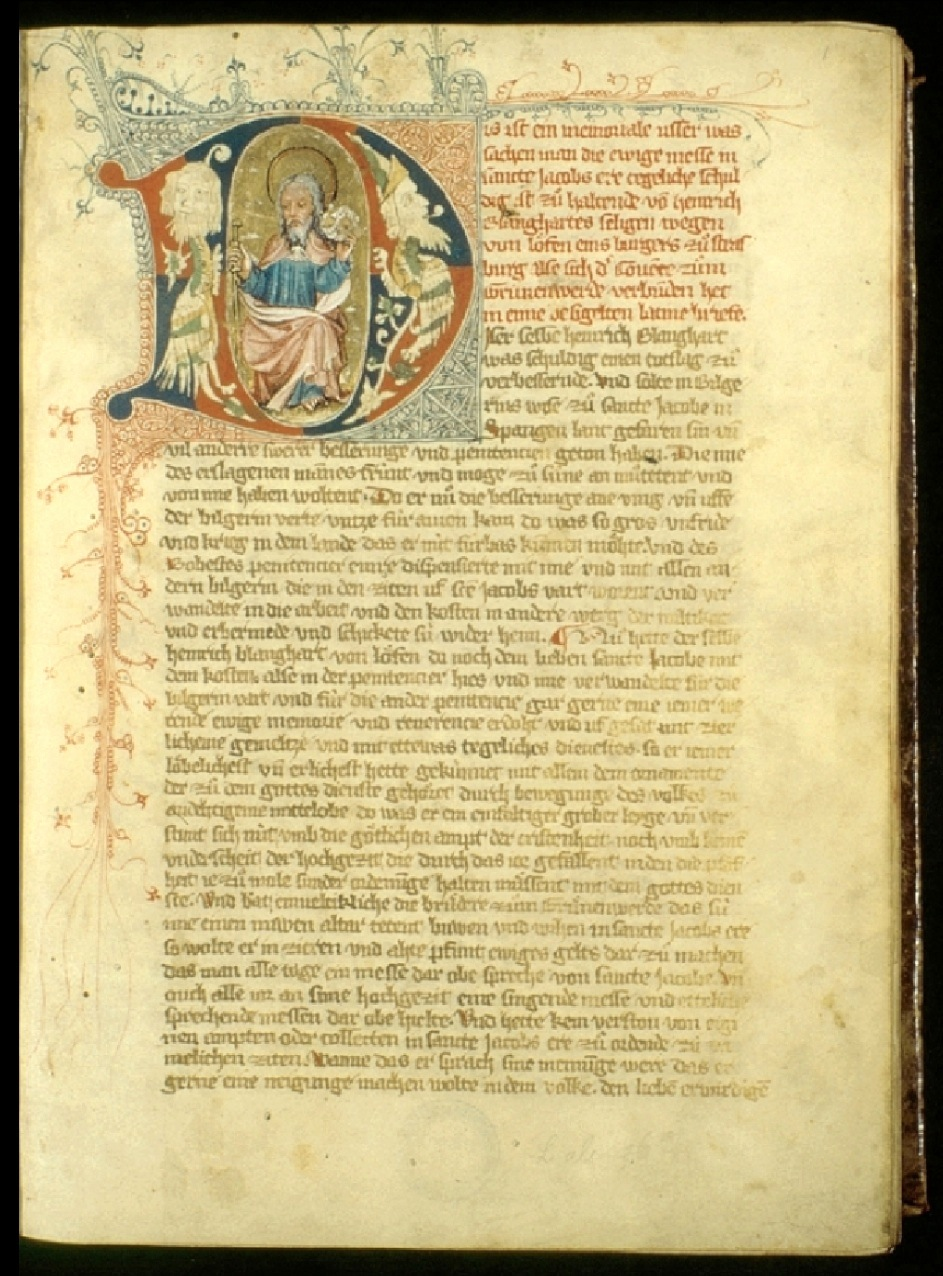
Rulman Merswin, Mémorial de la commanderie Saint-Jean de Strasbourg, XIV.

Rulman Merswin, né à Strasbourg en 1307 et mort en 1382, est un riche marchand et banquier strasbourgeois, devenu en 1347, à quarante ans, mystique rhénan.

## Biographie
Son confesseur est Jean Tauler (1300-1361), théologien, mystique et prédicateur alsacien influent, surnommé parfois le docteur illuminé (car n’ayant pas obtenu le titre universitaire de Docteur et Maître), et disciple strasbourgeois de Maître Eckhart. Jean Tauler aurait été converti à Bâle par l'Ami de Dieu de l'Oberland vers 1350.
Ouvrant une voie originale entre vie religieuse et état laïc, bien que marié avec Gertrude de Bietenheim, Rulman Merswin fonde en 1366 une communauté d'un genre nouveau : l'Île verte, qu'il dirige pendant une quinzaine d'années. Nicolas de Louvain (Nicolaus von Lauffen, mort en 1402), secrétaire de Rulman Merswin, continue quelque peu l'œuvre de son maître.
Ses écrits, qui font part de l'existence d'un mystérieux Ami de Dieu (existence qui n'est corroborée par aucun autre témoin), continuent de susciter l'intérêt des chercheurs. Un grand nombre de ses ouvrages demeurent inédits en français.
La Bourse de traduction 2010 du prix Nathan Katz du patrimoine a été attribuée à Jean Moncelon et Éliane Bouchery pour la traduction du Livre des neuf rochers de Rulman Merswin et du Livre des cinq hommes de l'Ami de Dieu de l'Oberland.

## Traductions
Rulman Merswin, Le livre des neuf rochers (Neun-Felsen-Buch), traduit du moyen haut-allemand et présenté par Jean Moncelon et Éliane Bouchery, préface de Francis Rapp, Les Carnets spirituels, Éditions Arfuyen, Paris Orbey 2011, 234 p.  (ISBN 978-2-84590-158-2)